# Renato Ballerini
Renato Ballerini (* 12. Juni 1877 in Ravenna; † 11. Oktober 1954 in Lugano) war ein italienischer Maler, Bildhauer, Illustrator und Journalist.

## Leben

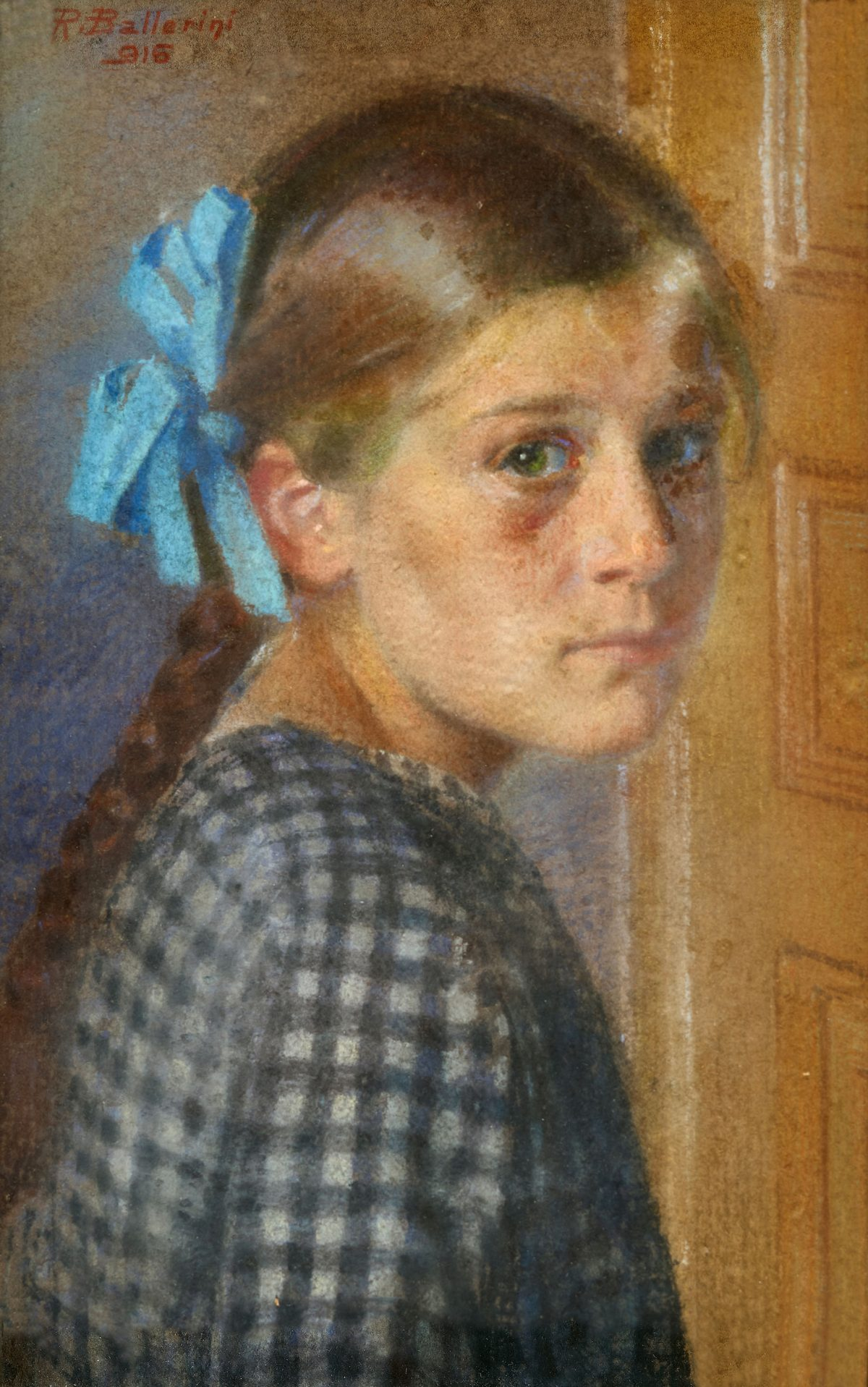
La Bambina con il Nastro blu (1916)

Er studierte an der Accademia delle Belle Arti in seiner Heimatstadt und schloss seine Ausbildung an der Accademia del Nudo in Rom ab. Im ersten Jahrzehnt des 20. Jahrhunderts lebte er in Mailand und arbeitete als technischer Zeichner für den Architekten Augusto Guidini, der ihn 1910 bat, nach Lugano zu ziehen. Hier arbeitete er mit dem Maler Gioachimo Galbusera an der Brauerei Gambrinus in Lugano, und als Journalist begann er, mit der Tageszeitung Libera Stampa zusammenzuarbeiten (bis 1922). In dieser Zeit etabliert er sich als Porträtist des Luganeser Bürgertums. Sein Schaffen reicht von jugendlichen Werken im Jugendstil über die ersten Porträts, Selbstporträts und Landschaften, die im Kanton Tessin entstanden, bis hin zum Realismo Magico mit Werken, die sein ständiges Interesse am Geschehen im nahen Mailand verraten.